# Monte Is Caravius
Il monte Is Caravius è il più alto rilievo del massiccio del Sulcis nella Sardegna meridionale. Le informazioni sull'altezza del rilievo sono controverse: gli atlanti geografici, fonti bibliografiche storiche e documentazioni ufficiali gli attribuiscono l'altezza di 1116 m
; altre fonti, fra cui diverse di natura amministrativa o tecnico-scientifica che utilizzano informazioni provenienti dai sistemi informativi territoriali, indicano invece un'altezza di 1113 m.

## Ubicazione
Is Caravius è situato nel settore centrosettentrionale del massiccio montuoso, poco appariscente perché circondato da altri rilievi alti 900-1 000 metri e perché la vetta è interamente boscata. Si trova sul confine sudoccidentale della riserva WWF di Monte Arcosu ed è visibile da nord (piana del Cixerri, pianura del medio Campidano e monti dell'Iglesiente. La sommità segna il confine fra i territori comunali di Siliqua, Nuxis e Assemini (isola amministrativa).

## Geologia e morfologia
La vetta ha un profilo triangolare molto aperto in quanto si collega per mezzo di tre crinali ad altrettanti rilievi di altezza leggermente inferiore:
- un crinale a est lo collega al massiccio granitico del monte Lattias (1086 m), da cui dista appena un chilometro;
- un crinale a nord-ovest lo collega alle vicinissime vette di Sa Punta Sa Berrita de Currei e punta Rocca Steria (entrambe alte 1008 m);
- un crinale a sud-ovest lo collega alla vetta di monte Sa Mirra (1087 m).

Questi tre crinali generano tre catene montuose che separano rispettivamente altrettanti bacini idrografici.
A nord si estende una catena che, passando per Sa Punta Sa Berrita de Currei, Rocca Steria e il monte Genna Spina, digrada progressivamente fino ad una serie di colline di 3-500 metri d'altezza fino alla fascia pedemontana settentrionale che si affaccia sulla piana del Cixerri.
Dal Monte Lattias si estende verso nord una catena quasi parallela alla prima che, passando per i monti Genna Strinta e Arcosu, digrada a nord e a est in altri rilievi, in media di 3-600 metri d'altezza, che si collegano alla stessa fascia pedemontana settentrionale.
Dal crinale di sud ovest si dipartono diverse brevi catene che si articolano nell'irregolare serie di creste che formano il cuore dei Monti del Sulcis, tagliato in due dalla valico naturale che collega la piana di Capoterra a quella di Santadi.
Dal punto di vista geologico il massiccio del monte Is Caravius è ciò che resta dell'erosione postercinica che agì nel tardo Paleozoico (Permiano) sulle formazioni scistose generate dall'orogenesi ercinica. A differenza di quanto avvenne sui vicini monti Lattias, Genna Spina, Genna Strinta e, in parte, sul monte Arcosu, l'erosione ha preservato lo strato degli scisti paleozoici senza portare alla luce il sottostante basamento granitico. Dal punto di vista morfologico, i profili addolciti del monte Is Caravius e del crinale che passa per Sa Berrita de Currei e Rocca Steria, contrastano nettamente con le creste granitiche che si ergono sui vicini monte Lattias e Genna Strinta a est e Genna Spina a nord-ovest, generando una suggestiva varietà paesaggistica.
I pendii del monte Is Caravius sono dolci sulla sommità e lungo i crinali, ma diventano piuttosto ripidi sulle falde, generando stretti valloni che digradano a breve distanza fino a quote di 3-400 metri. Questa morfologia accidentata è piuttosto evidente in prossimità di questi rilievi, anche se parzialmente nascosta dalla fitta copertura vegetale. La stessa sommità del monte Is Caravius e dei crinali che da esso partono hanno un indice di boscosità elevato, con una copertura vegetale interrotta solo dagli affioramenti dei leucograniti del Lattias.

## Idrografia
La conformazione separa tre grandi bacini idrografici. Quello a nord, piuttosto stretto, corrisponde al bacino idrografico del lago di Medau Zirimilis, di cui il rio Camboni (o rio Fenugus nel tratto iniziale, è il principale emissario. Quello a sud è la parte estrema del bacino del rio Gutturu Mannu, che si estende verso est collegandosi a quello del rio Guttureddu e formando il bacino del rio Santa Lucia, sull'intero settore nordorientale dei Monti del Sulcis.
A ovest l'idrografia è più complessa a causa della morfologia più irregolare. In generale il monte Tamara e il monte Tiriccu, ubicati a ovest del monte Is Caravius formano un'irregolare spartiacque che separa due distinti bacini: uno corrisponde a quello del lago Bau Pressiu, che confluisce nel Golfo di Palmas, l'altro a quello del rio Su Casteddu, di cui il bacino del Rio Camboni è il naturale affluente. Il rio Su Casteddu confluisce nel fiume Cixerri.
La piovosità elevata (1000-1100 mm annui), interamente concentrata nel periodo autunno-primaverile, alimenta una elevata portata di piena dei corsi d'acqua, in parte sfruttati dagli sbarramenti artificiali di Bau Pressiu e Medau Zirimilis.

## Interesse naturalistico

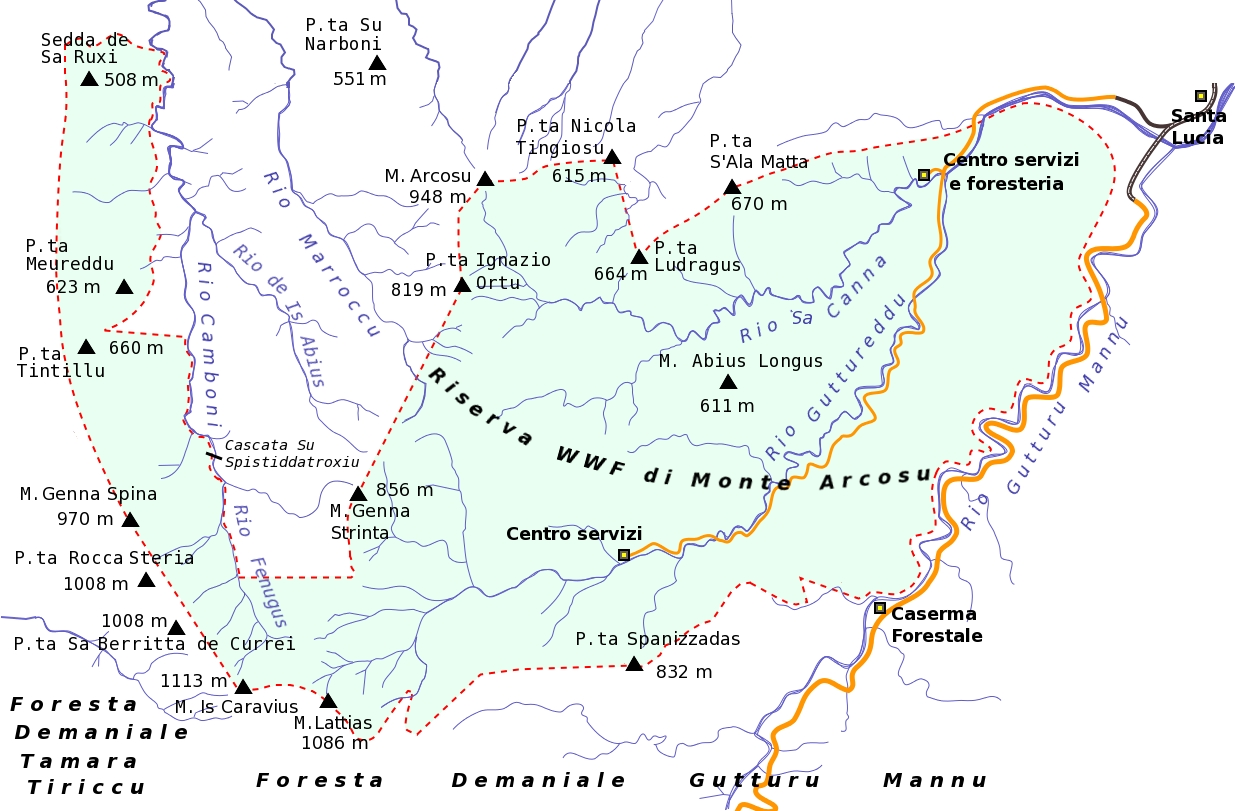
Ubicazione del monte Is Caravius e mappa della riserva di Monte Arcosu.

L'area in cui insiste il monte Is Caravius è di rilevante interesse naturalistico. La vetta e i crinali che la collegano ai vicini monte Lattias e Sa Berrita de Currei delimitano una parte del confine meridionale della riserva WWF di Monte Arcosu. I versanti occidentale e meridionale sono di proprietà del demanio regionale e gestiti dall'agenzia Forestas con le foreste demaniali di Gutturu Mannu e Tamara Tiriccu.
L'intera area, compreso il territorio di proprietà del WWF, è parte integrante del costituendo parco regionale di Gutturu Mannu, che si prevede sostituirà il parco del Sulcis, quest'ultimo istituito nel 1989 ma mai diventato operativo.
L'interesse naturalistico e ambientale si concentra sulla flora e sulla fauna. La copertura boscosa è infatti parte integrante di una formazione secondaria di macchia-foresta che è ritenuta la più estesa d'Europa e di cui sopravvivono piccoli relitti di lecceta primaria. L'aspetto faunistico più importante è la presenza del cervo sardo, del cinghiale sardo e di altri piccoli mammiferi e, nell'ambito dell'avifauna, delle più importanti specie di rapaci fra cui l'aquila reale, l'astore sardo, lo sparviere sardo e il falco pellegrino.

## Toponomastica
Il toponimo è di origine sarda e fa riferimento, come molti altri rilievi del Sulcis, ad una specie vegetale (is caravius="i biancospini").